# Docodesmus cooki
Docodesmus cooki är en mångfotingart som beskrevs av Loomis 1969. Docodesmus cooki ingår i släktet Docodesmus och familjen fingerdubbelfotingar. Inga underarter finns listade i Catalogue of Life.